# Jon Vickers
Jon Vickers, właśc. Jonathan Stewart Vickers, CC (ur. 29 października 1926 w Prince Albert, zm. 10 lipca 2015 w Ontario) – kanadyjski śpiewak. Tenor bohaterski (heldentenor), znany szczególnie z ról wagnerowskich oraz jako wykonawca wielu partii o charakterze dramatycznym.
Potężny głos Vickersa cechował się rzadko spotykaną ekspresją i siłą dynamiczną, co predestynowało go do ról wagnerowskich i dramatycznych. Śpiew Vickersa określa się jako „heroiczny” i „muskularny” – dopełniała go wysoko ceniona gra aktorska oraz właściwa dla wykonywanych ról prezencja sceniczna.

## Życiorys
Vickers był szóstym spośród ośmiu dzieci w rodzinie. W 1950 roku zdobył stypendium na studia wokalistyczne w The Royal Conservatory of Music w Toronto, gdzie uczył się przez pięć lat.  Do połowy lat 50. występował w Kanadzie – m.in. jako Don José (Carmen) i Książę (Rigoletto).
W 1957 zadebiutował w Covent Garden Theatre jako Gustaw (Bal maskowy). Tam też zasłynął rolami m.in. Don José (Carmen), Eneasza (Trojanie) oraz Don Carlosa (1958 – głośna produkcja w reżyserii Luchina Viscontiego). W 1958 po raz pierwszy wystąpił w Bayreuth w roli Zygmunta (Walkiria), a w 1964 w roli Parsifala. Tego samego roku odtwarzał partię Jazona w Medei Cherubiniego, z Marią Callas w roli tytułowej. W 1959 wystąpił w Operze Wiedeńskiej oraz w Operze w San Francisco jako Radames (Aida), tego samego roku wcielił się w rolę Parsifala w Covent Garden.
W 1960 roku dołączył do nowojorskiej Metropolitan Opera (debiut jako Canio w Pajacach), z którą pozostał związany przez 25 lat. W Nowym Jorku wystąpił m.in. jako Florestan (Fidelio), Tristan (Tristan i Izolda), Hermann (Dama pikowa), Samson (Samson i Dalila), Otello (Verdiego), Alvaro (Moc przeznaczenia), Laca (Jenufa) i Peter Grimes. Występował na festiwalach w Salzburgu (jako Tristan, Zygmunt, Otello i Don José pod batutą Herberta von Karajana – ostatnie dwie z tych produkcji zostały sfilmowane) i w Orange (jako Pollione w Normie i Herod w Salome). W 1975 wystąpił w Bostonie jako Benvenuto Cellini, w 1978 w Paryżu jako Neron w Koronacji Poppei.
W 1968 roku śpiewak odznaczony został Orderem Kanady (Companion – Towarzysz). W 1998 roku uhonorowany został nagrodą Governor General's Performing Arts Award (najwyższe kanadyjskie wyróżnienie w dziedzinie sztuk teatralnych) za całokształt dokonań artystycznych (Lifetime Artistic Achievement). Vickersowi poświęcono publikację książkową John Vickers. The Hero's Life (J. Williams, 1999) oraz wiele artykułów (m.in. N. Goodwin, John Vickers, "Opera" 1962; J. Ardoin, Jon Vickers, w: The Tenors, 1974).

## Dyskografia

### Nagrania operowe
- Jazon w Medei Cherubiniego (dyrygent Nicola Rescigno, nagranie na żywo z Dallas Civic Opera, 1958)
- Don Carlos w Don Carlosie Verdiego (dyrygent Carlo Maria Giulini, nagranie na żywo z Royal Opera House, Covent Garden 1958)
- Zygmunt w Walkirii Wagnera (dyrygent Hans Knappertsbusch, nagranie na żywo z festiwalu w Bayreuth, 1958)
- Samson w Samsonie Händla (dyrygent Raymond Leppard, nagranie na żywo z Royal Opera House, Covent Garden, 1959)
- Otello w Otellu Verdiego (dyrygent Tullio Serafin, RCA Victor, 1960)
- Zygmunt w Walkirii Wagnera (dyrygent Erich Leinsdorf, Decca, 1961)
- Radames w Aidzie Verdiego (dyrygent Sir Georg Solti, Decca, 1961)
- Florestan w Fideliu Beethovena (dyrygent Otto Klemperer, EMI, 1961)
- Samson w Samsonie i Dalili Saint-Saënsa (dyrygent Georges Prêtre, EMI, 1962)
- Gustaw III w Balu maskowym Verdiego (dyrygent Edward Downes, nagranie na żywo z Royal Opera House, Covent Garden, 1962)
- Parsifal w Parsifalu Wagnera (dyrygent Hans Knappertsbusch, nagranie na żywo z festiwalu w Bayreuth, 1964)
- Zygmunt w Walkirii Wagnera (dyrygent Herbert von Karajan, Deutsche Grammophon, 1966)
- Eneasz w Trojanach Berlioza (dyrygent Colin Davis, Philips, 1969)
- Don José w Carmen Bizeta (dyrygent Rafael Frühbeck de Burgos, EMI, 1969–70)
- Florestan w  Fideliu Beethovena (dyrygent Herbert von Karajan, EMI, 1970)
- Tristan w Tristanie i Izoldzie Wagnera (dyrygent Herbert von Karajan, EMI, 1971–72)
- Otello w Otellu Verdiego (dyrygent Herbert von Karajan, EMI, 1973)
- Pollione w Normie Belliniego (dyrygent Giuseppe Patanè, nagranie na żywo z Festival d’Orange, 1974)
- Cellini w Benvenuto Cellinim Berlioza (dyrygent Sarah Caldwell, VAI, 1975)[a]
- Grimes w Peterze Grimesie Brittena (dyrygent Colin Davis, Philips, 1978)

### Nagrania koncertowe
- Edward Elgar: The Dream of Gerontius (dyrygent Sir John Barbirolli, nagranie na żywo, Rzym, 1957)
- Georg Friedrich Händel: Mesjasz (dyrygent Sir Thomas Beecham, RCA Victor, 1959)
- Ralph Vaughan Williams: Serenade to Music (dyrygent Leonard Bernstein, nagranie na żywo z Lincoln Center, Nowy Jork, 1962)
- Giuseppe Verdi: Requiem (dyrygent Sir John Barbirolli, EMI 1969–70)
- Gustav Mahler: Das Lied von der Erde (dyrygent Sir Colin Davis, Philips, 1981)
- Ludwig van Beethoven: IX symfonia (dyrygent Zubin Mehta, RCA Red Seal, 1984)